# Baśnie Andersena

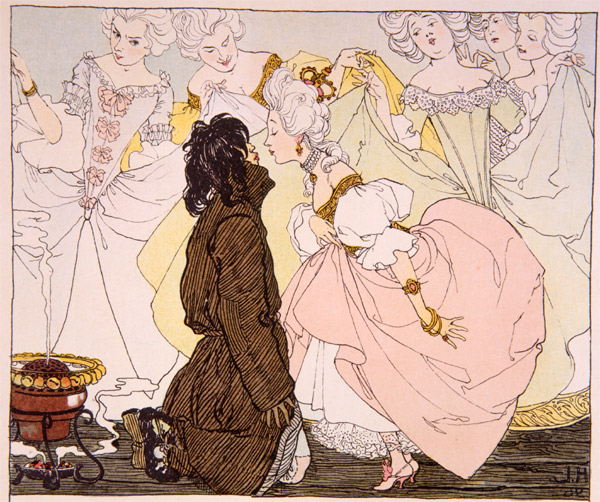
Ilustracja Heinrich Lefler z 1897 r. do Świniopasa

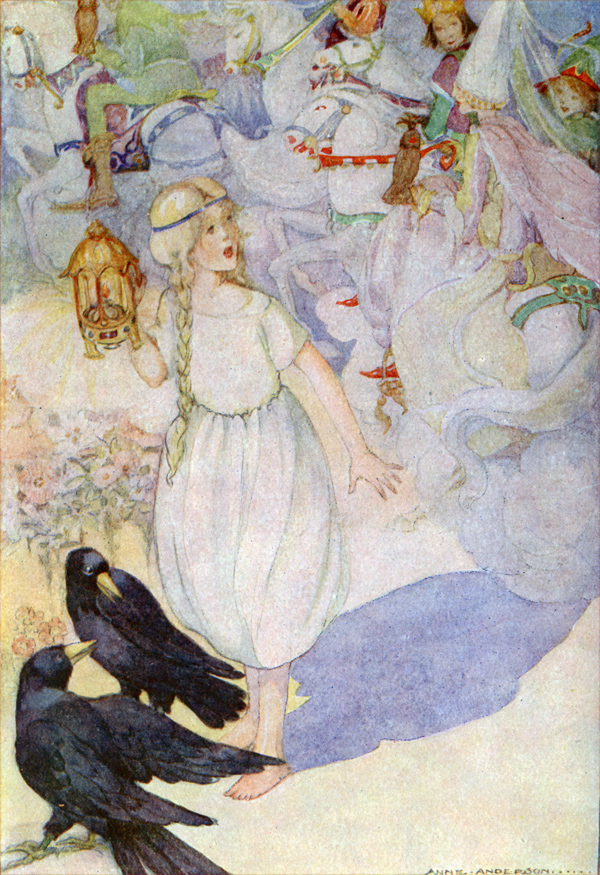
Ilustracja Anne Anderson z 1924 r. do Królowej Śniegu

Baśnie Andersena (duń. Andersens eventyr) – cykl baśni napisanych przez duńskiego pisarza Hansa Christiana Andersena, wydany w zbiorze po raz pierwszy w 1835 r.

## Powstanie i publikacja
W krainę baśni pierwsza wprowadziła Andersena babcia ze strony ojca. Andersen bywał z nią w przytułku dla chorych, gdzie zajmowała się ogrodem i gdzie później przebywał jego chory psychicznie dziadek. Kilka motywów z opowieści babki zostało później wykorzystanych przez Andersena w jego utworach.
Twórczości dla dzieci początkowo nie traktował poważnie, raczej jako zajęcie na marginesie pisarstwa dla dorosłych. Choć zastrzegał, iż jego baśnie to pudełka: dzieci oglądają opakowanie, a dorośli mają zajrzeć do wnętrza. Bardzo nie lubił, że jego baśnie od początku uznano za dzieła dla dzieci, bez głębszego sensu. Jednak właśnie baśnie przyniosły mu wielki rozgłos i sławę. 
Pierwszy ich zbiór „Baśnie opowiedziane dla dzieci” (duń. Eventyr fortalte for Børn) został wydany w Kopenhadze w roku 1835, a kolejne tomy ukazały się w latach 1836 i 1837. Zachęcony powodzeniem pierwszej serii, pisarz wydawał kolejne aż do roku 1872.
Ilustratorami pierwszych (i wielu kolejnych, do dziś) wydań baśni Andersena byli Lorenz Frølich i Vilhelm Pedersen.

## Odbiór i analiza
Baśnie zostały przetłumaczone na ponad 80 języków. Na język polski tłumaczyli je m.in. Stefania Beylin, Jarosław Iwaszkiewicz, Franciszek Mirandola, Władysław Syrokomla, Czesław Kędzierski i Bogusława Sochańska. 
W 1956 powstała międzynarodowa nagroda dla najwybitniejszych twórców literatury dla dzieci – Medal im. H.C. Andersena, przyznawany co dwa lata przez IBBY, a także Lista Honorowa im. H.C. Andersena, na której umieszczane są najlepsze książki dla dzieci i młodzieży.
W roku 2005, z okazji dwusetnej rocznicy urodzin baśniopisarza, Poczta Polska wydała dwa znaczki, na których znajdują się wizerunki postaci z dwóch popularnych baśni Andersena: z Małej Syrenki oraz Królowej Śniegu. Natomiast w Danii postanowiono wydać wszystkie jego baśnie tak, jak je napisał – bez poprawek wydawnictw. To właśnie wydanie, ilustrowane wycinankami Andersena, stało się  podstawą przekładu Bogusławy Sochańskiej (Baśnie i opowieści t. 1-3, Poznań, 2006).
W Polsce (wybrane baśnie) są lekturą szkolną od wielu lat. Według Anny Franaszek, były lekturą uzupełniającą w latach 1958, 1960, i 1991–1999, a obowiązkową  w 1982 r. Według Karoliny Jędrych natomiast były w spisie lektur z 1959 roku dla klas IV-V; były lekturą uzupełniającą po roku 1970; a ok. 1985 roku zostały dodane do listy lektur dla  II-III. Były zalecane jako lektura pod koniec lat 90. (w programie z 1997, obowiązującym do 1999 r.). Ponownie na krótko trafiły do listy lektur dla klas I-III szkoły podstawowej w 2007 r. i następnie ponownie w 2017 r. (stan na 2017/2018) i były nią nadal w kolejnej dekadzie (stan na 2024/2025).
Według badań z 2017 r. baśnie Andersena należały do najpopularniejszych wśród uczniów niższych klas lektur szkolnych. Wśród ulubionych baśni zarówno dziewczynki jak i chłopcy wymieniają Królową Śniegu.
Według badań Anny Józefowicz z 2022 roku, polscy nauczyciele uznali jednak książkę za średnio wartościową lekturę, krytykując wiele baśni jako „trudne do zrozumienia” dla dzieci i sugerując, że opracowanie jednej byłoby wystarczające z powodu podobieństw między nimi.

## Lista baśni Andersena
Tytuły baśni (na pierwszym miejscu) według wydania w tłumaczeniu Stefanii Beylin i Jarosława Iwaszkiewicza:
| - Album ojca chrzestnego (Gudfaders Billedbog) - Anioł (Engelen) - Anna Lizbet / Anna Lisbet (Anne Lisbeth) - Babunia (Bedstemoder) - Bałwan ze śniegu (Sneemanden) - Biskup na Börglum i jego krewniacy (Bispen paa Børglum og hans Frænde) - Błędne ognie są w mieście (Lygtemændene ere i Byen, sagde Mosekonen) - Bociany (Storkene) - Brzydkie kaczątko (Den grimme Ælling) - Bzowa babuleńka (Hyldemoer) - Calineczka (Tommelise) - Choinka (Grantræet) - Cień (Skyggen) - Cierniowa droga sławy (Ærens Tornevei) - Ciotka (Moster) - Ciotka Fluksja / Ciocia Bólzęba (Tante Tandpine) - Co kto może wymyślić (Hvad man kan hitte paa) - Co opowiedziała stara Joanna / Opowieść starej Joanny (Hvad gamle Johanne fortalte) - Co powiedziała cała rodzina / Co mówiła cała rodzina (Hvad hele Familien sagde) - Co przechowane, nie zapomniane (Gjemt er ikke glemt) - Co się zdarzyło ostowi (Hvad Tidselen oplevede) - Coś (Noget) - Córka króla moczarów / Córka Króla Błot (Dynd-Kongens Datter) - Cudowna / Piękna! (Dejlig!) - Czerwone trzewiczki / Czerwone buciki (De røde Skoe) - Dni tygodnia (Ugedagene) - Dobry humor (Et godt Humeur) - Dwaj bracia (To Brødre) - Dwie baby (To Jomfruer) - Dwunastu podróżnych (Tolv med Posten) - Dyrektor teatru marionetek (Marionetspilleren) - Dziecięca paplanina (Børnesnak) - Dzieje roku / Historia roku (Aarets Historie) - Dzielny ołowiany żołnierz / Dzielny żołnierz cynowy (Den standhaftige Tinsoldat) - Dzień przeprowadzki (Flyttedagen) - Dzień Sądu Ostatecznego (Paa den yderste Dag) - Dziewczyna, która podeptała chleb (Pigen, som traadte paa Brødet) - Dziewczynka z zapałkami (Den lille Pige med Svovlstikkerne) - Dziewica Lodów / Lodowa Pani (Iisjomfruen) - Dzikie łabędzie (De vilde Svaner) - Dzwon / Dzwony (Klokken) - Elf różany (Rosen-Alfen) - Figury z kart / Karty (Herrebladene) - Głębia dzwonu (Klokkedybet) - Głupi Jasio / Głupi Jaś (Klods-Hans) - Gryka (Boghveden) - Historia najmniej prawdopodobna / Najbardziej niewiarygodne... (Det Utroligste) - Ib i Krystynka / Ib i mała Christina (Ib og lille Christine) - Igła do cerowania (Stoppenaalen) - Imbryk / Dzbanek do herbaty (Theepotten) - Kaleka (Krøblingen) - Kalosze szczęścia (Lykkens Kalosker) - Kamień mądrości (De Vises Steen) - Klucz od bramy (Portnøglen) - Kogut podwórzowy i kogucik na dachu (Gaardhanen og Veirhanen) - Kołnierzyk (Flipperne) - Kometa (Kometen) - Krasnoludek i pani (Nissen og Madamen) - Krasnoludek u kupca (Nissen hos Spekhøkeren) - Kropla wody (Vanddraaben) - Królowa Śniegu (Sneedronningen. Et Eventyr i syv Historier) - Krzesiwo / Krzesiwko (Fyrtøiet) - Księżniczka na ziarnku grochu (Prindsessen paa Ærten) - Kto był najszczęśliwszy / Najszczęśliwsza? (Hvem var den Lykkeligste?) - „Kum-kum” - Kwiaty małej Idy / Kwiaty Idalki (Den lille Idas Blomster) - Latający kufer (Den flyvende Kuffert) - Len (Hørren) - Listek z nieba (Et Blad fra Himlen) - Łabędzie gniazdo (Svanereden) - Mała Syrenka (Den Lille Havfrue) - Mały Klaus i duży Klaus (Lille Claus og store Claus) - Mały Tuk (Lille Tuk) - Motyl (Sommerfuglen) - Muza nowego stulecia (Det nye Aarhundredes Musa) - Najpiękniejsza róża świata (Verdens deiligste Rose) - Na końcu morza (Ved det yderste Hav) | - Na podwórku (I Andegaarden) - Narzeczeni / Bąk i piłka (Kjærestefolkene / Toppen og bolden) - Niegodna kobieta („Hun duede ikke”) - Niegrzeczny chłopiec (Den uartige Dreng) - Niema księga / Milcząca księga (Den stumme Bog) - Nowe szaty cesarza / Nowe szaty króla (Keiserens nye Klæder) - Ogier Duński (Holger Danske) - Ogrodnik i jego chlebodawcy (Gartneren og Herskabet) - Obrazek z cytadeli (Et Billede fra Castelsvolden) - Ole Zmruż-oczko / Ole Śpijsłodko (Ole Lukøie) - Opowiadanie / Pewna historia (En Historie) - Opowiadanie o matce / Opowieść o matce (Historien om en Moder) - Opowiadanie z diun / Opowieść z wydm (En Historie fra Klitterne) - Opowieści słonecznego blasku (Solskins-Historier) - Ostatnia perła (Den sidste Perle) - Ostatni sen starego dębu (Baśń wigilijna) (Det gamle Egetræes sidste Drøm) - O tobie mówi bajka (Det er Dig, Fabelen sigter til!) - Pasterka i kominiarczyk (Hyrdinden og Skorsteensfeieren) - Pchła i profesor (Loppen og Professoren) - Peiter, Peter i Peer (Peiter, Peter og Peer) - Pewna wiadomość / Rzecz całkiem pewna (Det er ganske vist!) - Pierwiosnek / Przebiśnieg (Sommergjækken) - Pięć ziarenek grochu / Z jednego gniazda (Fem fra en Ærtebælg) - Pióro i kałamarz (Pen og Blækhuus) - Pod wierzbą / Pod starą wierzbą (Under Piletræet) - Pradziadek (Oldefa'er) - Ptak Feniks (Fugl Phønix) - Ptak ludowej pieśni / Ptak pradawnej pieśni (Folkesangens Fugl) - Rajski ogród (Paradisets Have) - Rodzina Grety z kurnika (Hønse-Grethes Familie) - Ropucha (Skrubtudsen) - Róża z grobu Homera (En Rose fra Homers Grav) - Sąsiedzi (Nabofamilierne) - Serdeczne zmartwienie (Hjertesorg) - Skarbonka (Pengegrisen) - Skoczki / Amanci (Springfyrene) - Słowik (Nattergalen) - Srebrny szyling (Sølvskillingen) - Stara latarnia (Den gamle Gadeløgte) - Stary nagrobek (Den gamle Gravsteen) - Stary Bóg żyje jeszcze (Den gamle Gud lever endnu) - Stary dom (Det gamle Huus) - Stary dzwon (Napisane dla „Albumu Schillera”) / Stary kościelny dzwon (Den gamle Kirkeklokke) - Stary ma zawsze słuszność / Ojciec ma zawsze rację (Hvad Fatter gjør, det er altid det Rigtige) - Stokrotka / Polny kwiatek (Gaaseurten) - Strażnik Ole (Taarnvægteren Ole) - Syn dozorcy (Portnerens Søn) - Szczęście można znaleźć nawet w patyku (Lykken kan ligge i en Pind) - Szczęśliwa rodzina (Den lykkelige Familie) - Szlafmyca starego kawalera (Pebersvendens Nathue) - Sznur pereł (Et stykke Perlesnor) - Szybkobiegacze / Biegacze (Hurtigløberne) - Szyjka od butelki (Flaskehalsen) - Ślimak i krzak róży / Ślimak i róża (Sneglen og Rosenhækken) - Świece (Lysene) - Świnia z brązu (Metalsvinet) - Świniopas (Svinedrengen) - Talizman (Talismanen) - Towarzysz podróży (Reisekammeraten) - To wielka różnica („Der er Forskjel”) - Umarłe dziecko (Barnet i Graven) - Vaenö i Glaenö (Vænø og Glænø) - W dziecinnym pokoju (I Børnestuen) - Wiatrak (Veirmøllen) - Wiatr opowiada o Waldemarze Daae i jego córkach (Vinden fortæller om Valdemar Daae og hans Døttre) - Wicher przemienia szyldy / Wiatr przenosi szyldy (Stormen flytter Skilt) - Wielki wąż morski (Den store Søslange) - Wszystko na swoim miejscu! (Alt paa sin rette Plads!) - Wzgórze elfów / U Króla Olch (Elverhøi) - Za tysiąc lat (Om Aartusinder) - Zielone istotki / Zielone maleństwa (De smaa Grønne) - Złoty skarb (Guldskat) - Zły książę (Podanie) (Den onde Fyrste) - Z okna przytułku (Fra et Vindue i Vartou) - Zupa z kołka od kiełbasy (Suppe paa en Pølsepind) - Związek przyjaźni / Pakt przyjaźni (Venskabs-Pagten) - Żuk (Skarnbassen) - Żydowska dziewczyna / Żydóweczka (Jødepigen) |

W 2006 roku Bogusława Sochańska opublikowała nie tłumaczone wcześniej na język polski baśnie:
- Błękitne góry (De blaae Bjerge)
- Driada (Dryaden)
- Elementarz (Abc-Bogen)
- Hans i Greta (Hans og Grethe)
- Psyche (Psychen)
- Spytaj przekupkę! („Spørg Amagermoo'er”!)
- Tańcz, laleczko, dana, dana! (Danse, danse Dukke min!)
- Zatopiony klasztor (Det sjunkne Kloster)
- Dwa obrazki z Kopenhagi (To Billeder fra Kjøbenhavn)[c]